# Fred Baker (DJ)
Fred Baker (* 1972, Tournai; eigentlich Frédéric de Backer) ist ein belgischer Trance-DJ und -Produzent.

## Biographie
Fred Bakers Karriere nahm seinen Anfang, als er 1996 zusammen mit Laurent David und TC Process den Ibiza-Hit Y-Traxx – Mystery Land produzierte. Der Song erhielt viel Unterstützung von Paul Oakenfold und erschien auf zahlreichen Kompilationen. Ein Jahr später erschien die ebenfalls erfolgreiche Produktion GrooveZone – Eisbaer, eine Coverversion des Songs Eisbär der Schweizer Band Grauzone aus den 80er-Jahren. Die Single erschien in 24 Ländern und wurde über 300.000 Mal verkauft.
2006 produzierte Fred Baker mit Forever Friends die Hymne zur Sensation in Belgien.
Baker besitzt ein eigenes Plattenlabel namens Bakerstreet Records, hat aber auch schon Produktionen auf den Labels Armada Music, Magik Muzik und Vandit Records veröffentlicht.

## Diskografie

### Alben
- 2008: Never Forget / Hollywood Fairytales

### Singles (Auswahl)
- 1997: Eisbaer (als GrooveZone)
- 1998: I.C.U. (als GrooveZone)
- 1999: Scratching (als Bounce Inc.)
- 1999: Hard Up (als Flasmen)
- 1999: The Beat Is Strong (als Toxic 101)
- 2003: Forever Waiting
- 2003: My Thing
- 2003: Now or Never
- 2004: Introspection
- 2004: Total Blackout
- 2005: All of Us
- 2005: Confirmation
- 2005: Beautiful Sunshine
- 2006: Forever Friends
- 2007: The Last Time
- 2008: Voices
- 2009: Explosion
- 2009: Requiem
- 2010: I Miss U
- 2010: Saona

### Remixe (Auswahl)
- 1998: B.B.E. – Deeper Love
- 2004: Age of Love – The Age of Love (Mr. Sam vs. Fred Baker Remix)
- 2004: Alex M.O.R.P.H. – Unification
- 2005: Tiësto – Adagio for Strings
- 2007: Yoji & Romeo – Six Hours